# WoltLab Community Framework
WoltLab Community Framework (WCF) ist ein Webframework, auch Community Framework genannt. Es bietet eine einfache Administration und eine überschaubare Oberfläche. Das WCF beinhaltet das sogenannte Templatescripting, welches der Template-Engine Smarty nachempfunden wurde, und besitzt ein dynamisches Gruppensystem.
Bekannt wurde das WCF durch die Forensoftware WoltLab Burning Board ab der Version 3, welche vom selben Hersteller WoltLab GmbH stammt.
Durch die Lizenzierung des WCF in die Lizenzart LGPL kann nun jeder Entwickler dieses System im Rahmen der LGPL-Lizenz in seinen eigenen Produkten verwenden. Ein Entwickler muss sein Produkt nicht zwangsläufig in derselben Lizenzart vertreiben wie das WCF.
Entwickelt wurde das WCF komplett objektorientiert in PHP 5 und liefert die Unterstützung für modulartige Pakete.
Kritisiert wird die fehlende Dokumentation, die einen leichten Einstieg ermöglichen würde. Es existiert lediglich eine technische Referenz.
Seit dem 14. Juli 2011 wird das WCF 2 auf GitHub öffentlich entwickelt. Entwickler können so die Änderungen leichter verfolgen und eigene Ideen aktiv mit einbringen.

## Aktuelle Versionen
| Legende:                               |
| -------------------------------------- |
| Ältere Version; nicht mehr unterstützt |
| Ältere Version; noch unterstützt       |
| Aktuelle Version                       |
| Aktuelle Vorabversion                  |
| Zukünftige Version                     |

| Version     | Codename  | Veröffentlichung  |
| ----------- | --------- | ----------------- |
| 1.0.0       | Horizon   | 25. Juli 2007     |
| 1.0.11      | Horizon   | 7. Mai 2009       |
| 1.1.0       | Tempest   | 14. Oktober 2009  |
| 1.1.10 pl 1 | Tempest   | August 2013       |
| 2.0.0       | Maelstrom | 12. Dezember 2013 |
| 2.0.15 pl 1 | Maelstrom | 6. April 2017     |
| 2.1.0       | Typhoon   | 1. März 2015      |
| 2.1.14      | Typhoon   | 6. April 2017     |
| 3.0.0       | Vortex    | 11. Januar 2017   |
| 3.0.15 pl 1 | Vortex    | 22. Mai 2018      |
| 3.0.21      | Vortex    | 4. April 2019     |
| 3.1.0       | Tornado   | 28. Februar 2018  |
| 3.1.3 pl 1  | Tornado   | 22. Mai 2018      |
| 3.1.9       | Tornado   | 4. April 2019     |
| 5.2.0       | Huricane  | 29. Dezember 2019 |
| 5.3.0       |           | 11. November 2020 |
| 5.4.0       |           | 15. Juli 2021     |
| 5.5.0       |           | 6. Juli 2022      |

## WoltLab Community
Den offiziellen Anlaufpunkt für das WCF bildete bis 2011 die „WoltLab Community“, kurz WCom, in der sich Entwickler über technische Details und Kunden über die gewünschten Endanwendungen und Erweiterungen informieren konnten. Danach wurde sie durch den WoltLab Plugin-Store ersetzt, die auch das Anbieten von kommerziellen Plugins/Endanwendungen ermöglicht. Das Support-Forum wurde mit dem Community-Forum zusammengelegt und fungiert seitdem unter dem Namen WoltLab Community Forum.
Die WCom stellte einen eigenen Paketserver bereit, der es Endverbrauchern ermöglichte, zentral Anwendungen für das WCF online zu installieren.